# Gerson Canedo de Magalhães
Gerson Canedo de Magalhães (Rio de Janeiro, 26 de outubro de 1938) é um médico brasileiro.
Foi eleito membro da Academia Nacional de Medicina em 2004, ocupando a Cadeira 4, que tem Henrique Dias Duque Estrada como patrono.